# Handwörterbuch der griechischen Sprache

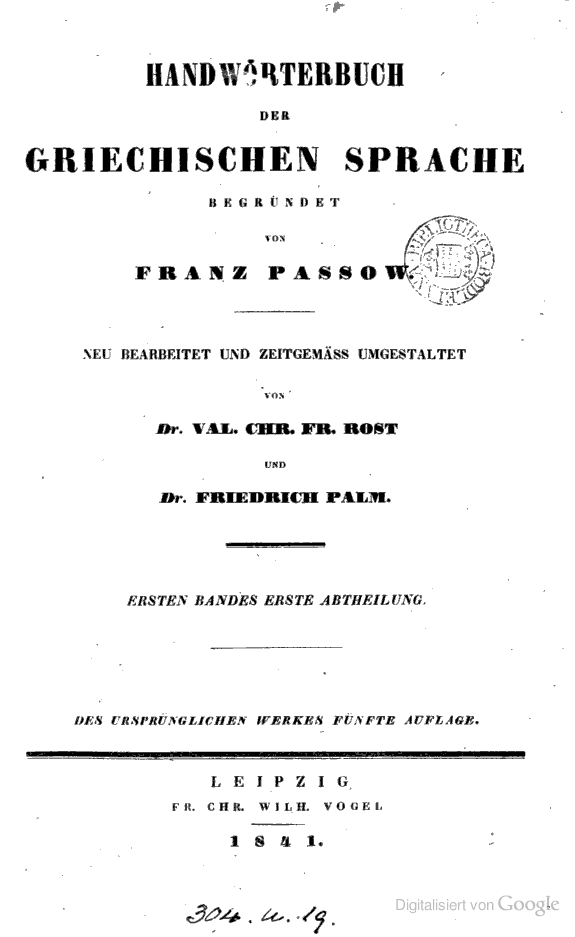
Titolo del primo volume della nuova edizione di Rost e Palm (1841)

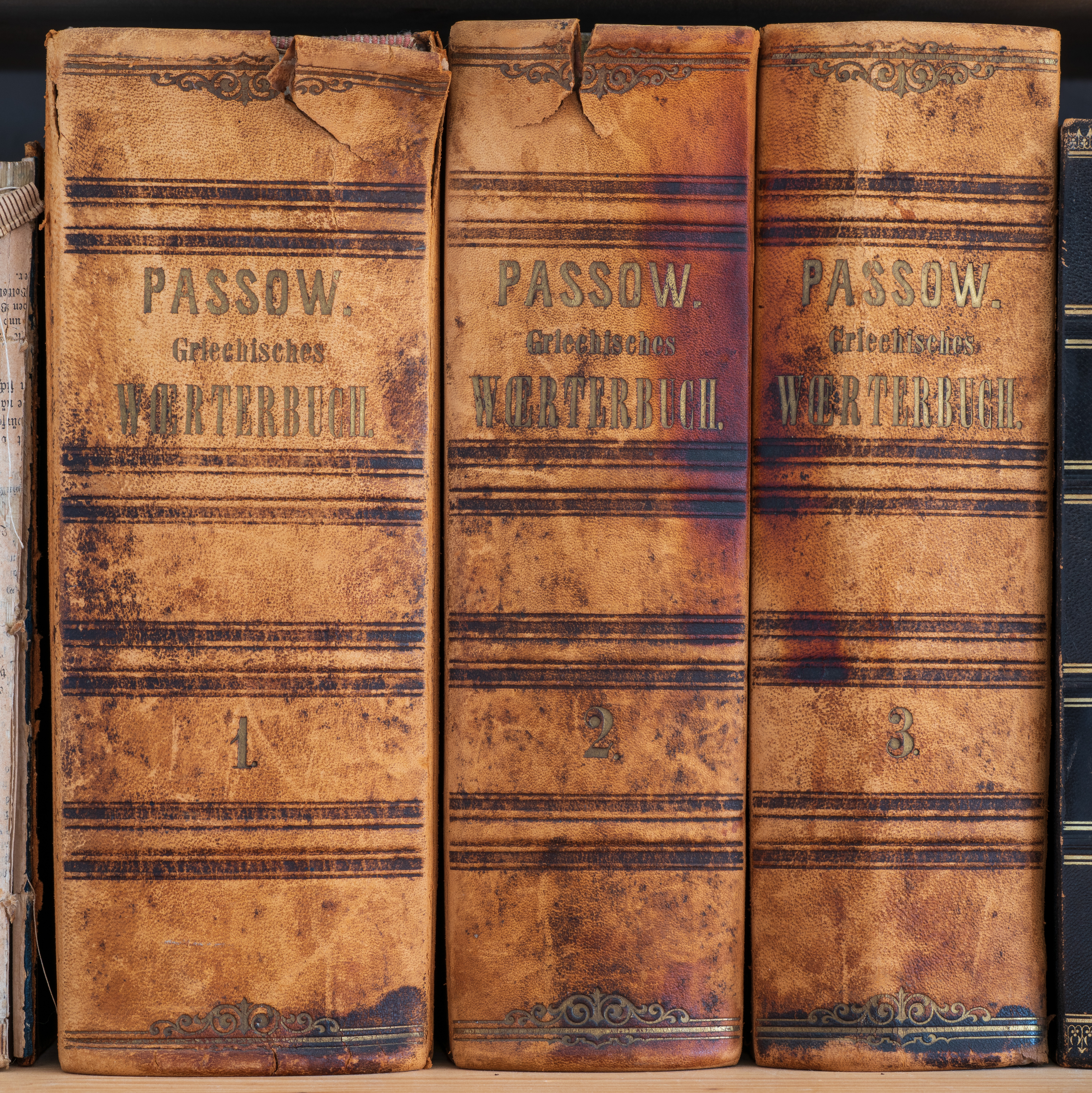
Un esemplare della nuova edizione di Rost e Palm; il secondo volume è stato diviso in due tomi a causa delle dimensioni eccessive.

L'Handwörterbuch der griechischen Sprache ("Vocabolario conciso della lingua greca") è un vocabolario greco antico-tedesco, compilato dal filologo classico Franz Passow (1786–1833). Fin dal tardo XIX secolo fu il più importante vocabolario del suo genere e fornì la base per il Greek-English Lexicon.

## Storia
Il vocabolario di Passow è basato sul Kritisches griechisch-deutsches Handwörterbuch (1797) di Johann Gottlob Theaenus Schneider; durante il suo soggiorno a  Breslavia (dal 1816) Passow realizzò i preparativi per una rielabolazione dell'opera. Dopo essersi espresso nel 1813 nel saggio Über Zweck, Anlage und Ergänzung griechischer Wörterbücher ("Su scopo, realizzazione e completamento di vocabolari greci"), nel periodo 1819–23 Passow intraprese la redazione del proprio vocabolario. La prima edizione fu pubblicata in due volumi nel 1819 e nel 1823, ancora con chiaro riferimento al modello originale, con il titolo Johann Gottlob Schneiders Handwörterbuch der griechischen Sprache. Nach der dritten Ausgabe des großen griechisch-deutschen Wörterbuchs mit besonderer Berücksichtigung des Hom. u. Hesiod. Sprachgebrauchs und mit genauer Angabe der Silbenlänge ausgearbeitet ("Vocabolario della lingua greca di Johann Gottlob Schneider. Rielaborato dalla terza edizione del grande dizionario greco-tedesco con particolare riguardo agli usi linguistici di Omero e di Esiodo e con precisa indicazione della lunghezza sillabica").
Nel 1825 seguì la seconda edizione, nel 1827 la terza. Dopo tre anni i 10 000 esemplari erano già esauriti e nel 1831 Passow pubblicò la terza edizione dal titolo Handwörterbuch der griechischen Sprache von Franz Passow ("Vocabolario conciso della lingua greca di Franz Passow"). Passow morì di ictus nel 1833 e la successiva redazione del vocabolario passò a Valentin Rost e Johann Friedrich Palm. Questi ultimi nel 1841 e nel 1857 pubblicarono una nuova edizione in due volumi.

## Importanza
Il vocabolario di Passow nel XIX secolo fu l'opera di riferimento nel suo genere in lingua tedesca. Già all'epoca era chiamato "Il Passow" dal nome dell'autore. Dopo la fine dell'elaborazione redazionale non fu più aggiornato e inevitabilmente invecchiò. Opere di formato più piccolo di Gustav Eduard Benseler e Wilhelm Gemoll non poterono sostituire l'ampio Handwörterbuch. Nel corso del XX secolo fu frequentemente ristampato senza modifiche.
Grande importanza per la grecistica moderna ha il Greek-English Lexicon, pubblicato per la prima volta nel 1845. Si tratta di un adattamento in lingua inglese del vocabolario di Passow redatto da Henry George Liddell e Robert Scott ed è continuamente aggiornato. Per questo motivo trova spesso impiego anche al di fuori degli usi linguistici inglesi. Il cosiddetto "Liddell-Scott-Jones" è pubblicato con un supplemento dal 1996.